# Aristeidīs Kamaras
Aristeidīs Kamaras (in greco: Αριστείδης Καμάρας; Atene, 2 marzo 1939) è un ex calciatore greco, di ruolo difensore.

## Palmarès

### Club

#### Competizioni nazionali
- Campionato greco: 3

Panathinaikos: 1968-1969, 1969-1970, 1971-1972
- Coppa di Grecia: 2

Panathinaikos: 1966-1967, 1968-1969
- Supercoppa di Grecia: 1

Panathinaikos: 1970